# Kungsmagnolia
Kungsmagnolia (Magnolia grandiflora) är en art i magnoliasläktet och i familjen magnoliaväxter.
Artens ursprungliga utbredningsområde är sydöstra USA från östra Texas till centrala Florida och North Carolina. Trädet hittas främst i kulliga områden mellan 60 och 150 meter över havet. Kungsmagnolia förekommer vanligen nära vattendrag eller vid träskmarker. Den uthärdar även ganska torra förhållanden men unga träd uthärdar inga skogsbränder. Temperaturen i utbredningsområdet kan ligga mellan -9 °C och 38 °C (eller lite varmare).
Detta träd bildar vanligen trädgrupper eller skogar tillsammans med ekar, granar, kastanjer och bok. Kungsmagnolia utvecklar vita blommor mellan april och juni och de köttiga frukterna blir under september mogna. Arten har en ganska snabb utveckling med 10 år gamla exemplar som kan utveckla frukter med frön. Denna förmåga har trädet under cirka 15 år. Fröspridningen utförs vanligen av fåglar och däggdjur och ibland av starkt regn. Unga exemplar är känsliga för frost.
Delar av beståndet hotas av bränder, frost och svampen Mycosphaerella milleri. Hela populationen listas av IUCN som livskraftig (LC).